# Shotter's Nation
Shotter's Nation är det brittiska rockbandet Babyshambles andra album, utgivet 2007. Det blev som bäst femma på den brittiska albumlistan. Låtarna "Delivery" och "You Talk" släpptes som singlar.

## Låtlista
1. "Carry on Up the Morning" (Peter Doherty/Michael Whitnall) - 2:58
2. "Delivery" (Peter Doherty/Michael Whitnall) - 2:42
3. "You Talk" (Peter Doherty/Kate Moss) - 3:30
4. "UnBiloTitled" (Peter Doherty/Adam Ficek/Peter Wolfe) - 3:52
5. "Side of the Road" (Peter Doherty) - 2:10
6. "Crumb Begging Baghead" (Peter Doherty/Michael Whitnall) - 3:44
7. "Unstookie Titled" (Peter Doherty/Adam Ficek/Peter Wolfe) - 4:30
8. "French Dog Blues" (Ian Brown/Peter Doherty/Kate Moss) - 3:32
9. "There She Goes" (Peter Doherty) - 3:36
10. "Baddie's Boogie" (Peter Doherty/Kate Moss/Michael Whitnall) - 3:55
11. "Deft Left Hand" (Peter Doherty/Kate Moss/Michael Whitnall) - 4:04
12. "Lost Art of Murder" (Peter Doherty) - 4:38